# Tinamofåglar
Tinamofåglar (Tinamiformes), tidigare stubbstjärthöns, är en av de äldsta nu levande ordningarna av fåglar. Ordningen omfattar bara familjen Tinamidae som innehåller ett femtiotal arter indelade i nio släkten som endast förekommer i Centralamerika och Sydamerika. 

## Utseende
Till utseendet påminner de om fasanfåglar, men det finns inget närmre släktskap mellan dessa familjer. Tinamoer är kompakta fåglar med ganska korta ben, rundade vingar och mycket kort stjärt.

## Utbredning och levnadssätt
Tinamofåglar förekommer i Sydamerika norrut till Mexiko i mycket varierande biotoper. Deras föda är också variationsrik och inkluderar insekter och bär. Trots att vissa arter är ganska vanliga observeras merparten sällan då de är skygga och förekommer i tropiskt långland och då speciellt i mörka och täta skogar. Endast ett fåtal arter lever i mer öppna, gräsiga biotoper. Tinamofåglar lägger flera ägg vars skal är färgrika med en hög glans, likt porslin, och de ruvas av hanen. Dunungarna är borymmare och lämnar boet nästan direkt efter kläckningen.

## Systematik
Precis som strutsfåglarna, som de är avlägset besläktade med, härstammar tinamofåglarna från superkontinenten Gondwanaland. Fossila lämningar är få men man har hittat fossil av ordningen som går tillbaka tio miljoner år. Traditionellt har tinamofåglarna tillsammans med ordningen strutsfåglar bildat underklassen Paleognathae till skillnad från alla världens resterande fågelarter som ingår i underklassen Neognathae. DNA-studier har dock visat att ordningen strutsfåglar är parafyletisk gentemot tinamofåglarna, där de senare är närmare släkt med kivifåglar, kasuarfåglar, moafåglar, elefantfåglar och nandufåglar än vad strutsarna är. 

### Släkten inom familjen
Familjen (och ordningen) omfattar knappt 50 arter fördelade i nio släkten:
- Tinamotis – 2 arter
- Eudromia – 2 arter
- Taoniscus – dvärgtinamo
- Nothura – 4 arter
- Rhynchotus – 2 arter
- Nothoprocta – 6 arter
- Nothocercus – 3 arter
- Tinamus – 5 arter
- Crypturellus – 22 arter

## Tinamoer i Sverige
Ett tiotal tinamofåglar planterades ut på försök vid Ottenby på Öland någon gång mellan slutet av 1800-talet och 1915 men den lilla populationen dog ut. Exakt vilken art som avses är oklart men "rödbrun tinamo" kan syfta på rostvingad tinamo (Rhynchotus rufescens).